# Siège de Nebovidy (1402)
Guerres des margraves moraves
Le siège de Nebovidy de 1402 fut une opération militaire menée par les forces hongroises sous l’autorité de Sigismond de Luxembourg, roi de Hongrie, contre le village de Nebovidy (district de Kolín), situé près de Kutná Hora dans le Royaume de Bohême. Cette attaque, survenue en décembre 1402, entraîna la dévastation autours du village par une armée hongroise stationnée dans la région pendant les Guerres des margraves moraves.

## Contexte
En 1402, le Royaume de Bohême était marqué par des tensions entre Venceslas IV et son frère Sigismond de Luxembourg. Après l'enlèvement de Venceslas IV, Sigismond lança des incursions militaires en Bohême pour affaiblir les territoires fidèles à Venceslas. Une armée hongroise s’établit pour lancer le Siège de Kutná Hora (1402), ciblant les localités environnantes, dont Nebovidy, dans une campagne de pillage et de destruction.

## Déroulement
En 1402, Nebovidy fut assiégée par une armée hongroise qui, après avoir stationné près de Kutná Hora pendant un certain temps, dévasta les alentours du village. Les sources indiquent que cette occupation prolongée causa des souffrances importantes à la population locale, probablement par des pillages et des destructions. Aucun détail précis sur les combats, les forces en présence ou les pertes n’est disponible, mais tout laisse pensé qu'ils ont décidé de partir pour poursuivre la campagne militaire, l’impact fut suffisamment sévère pour marquer la région.

## Conséquences
Le siège de 1402 laissa Nebovidy dans un état de désolation temporaire. Les forces hongroises, après avoir ravagé le village, poursuivirent leurs opérations dans la région, contribuant à l’instabilité locale dans le contexte des conflits entre Venceslas IV et Sigismond. Cet événement préfigure une autre attaque hongroise dans la même région en décembre 1421, repoussée par Jan Žižka en 1422.